# Cheiracanthium fujianense
Cheiracanthium fujianense es una especie de araña del género Cheiracanthium, familia Cheiracanthiidae, suborden Araneomorphae. Fue descrita científicamente por Gong en 1983.

## Distribución
Se distribuye por China.